# Anne-Laure Dalibard
Anne-Laure Dalibard é uma matemática francesa que trabalha com o comportamento assintótico de equações fluidas que ocorrem em modelos oceanográficos. Ela trabalha como cientista da equipa do Jacques-Louis Lions Laboratory, uma unidade de pesquisa conjunta entre a Sorbonne University e o Centro Nacional Francês de Pesquisa Científica (UMR 7598.)

## Educação e carreira
Dalibard obteve o seu PhD na Sorbonne University, trabalhando na homogeneização de leis de conservação escalar e equações de transporte.

## Prémios e honras
- Société Mathématique de France Prémio Maurice Audin 2020[3]
- Medalha de bronze do CNRS 2018[4]
- Subvenção inicial do Conselho Europeu de Pesquisa 2015
- Prémio Peccot do Collège de France 2010[5]